# Daphnopsis fasciculata
Daphnopsis fasciculata är en tibastväxtart som först beskrevs av Carl Daniel Friedrich Meisner, och fick sitt nu gällande namn av Nevling. Daphnopsis fasciculata ingår i släktet Daphnopsis och familjen tibastväxter. Inga underarter finns listade i Catalogue of Life.